# Exobasidium rhododendri-nivalis
Exobasidium rhododendri-nivalis ist eine Brandpilzart aus der Familie der Nacktbasidienverwandten (Exobasidiaceae). Sie lebt als Endoparasit auf Rhododendron nivale. Symptome des Befalls durch den Pilz sind rote Gallen auf der Oberseite von Blättern, Stängeln und Sprossen, die später von weißem Myzel überwuchert werden. Bislang wurde die Art nur in Yunnan und Sichuan gefunden.

## Merkmale

### Makroskopische Merkmale
Exobasidium rhododendri-nivalis ist mit bloßem Auge zunächst nicht zu erkennen. Anfangssymptome des Befalls sind in Form von roten, 1–4 mm großen Gallen zu erkennen. Auf Blättern gallt sich sowohl die Ober- als auch die Unterseite aus. Mit der Zeit werden die Gallen gelb, dann braun. Später sprießt weißes Myzel aus den Gallen und überwuchert sie.

### Mikroskopische Merkmale
Das Myzel von Exobasidium rhododendri-nivalis wächst interzellulär und bildet Saugfäden, die in das Speichergewebe des Wirtes wachsen. Die drei- bis fünfsporigen, 7–18 × 4–8 µm großen Basidien sind lang, unseptiert und keulig bis zylindrisch. Die zylindrischen Sporen sind hyalin, 10–13 × 2,5–3 µm groß. Zunächst sind sie unseptiert, reif besitzen sie eine Septum. 

## Verbreitung
Exobasidum rhododendri-nivalis wurde aus China beschrieben. Die Fundorte beschränken sich auch Yunnan und Sichuan und liegen zwischen 4300 und 4650 m.

## Ökologie
Exobasidium rhododendri-nivalis befällt Rhododendron nivale. Der Pilz ernährt sich von den im Speichergewebe der Pflanzen vorhandenen Nährstoffen, seine Basidien brechen später durch die Blattoberfläche und setzen Sporen frei. Diese keimen, nachdem sie auf geeignetes Substrat gefallen sind in Keimschläuche, aus denen sich dann neues Myzel entwickelt.